# Bahovitsa
Bahovitsa (búlgar: Баховица:) és un llogaret en el centre-nord de Bulgària, part del municipi de Lovech, província de Lovech, a uns 5 quilòmetres al nord de Lovech. El 2011 tenia 969 habitants.
El 2012, la empresa xinesa Great Wall Motors, juntament amb l'empresa búlgara Litex Motors, va obrir a Bahovitsa la primera fàbrica d'automòbils xinesa dins de la Unió Europea. La fàbrica va tancar el 2016 per falta de vendes.